# 汾河
汾河，也称汾水，山西人称为“母亲河”，是黄河的僅次於渭河的第二大支流。汾河源于中國山西省北部忻州市宁武县管涔山南侧，经太原盆地南流到新绛县折向西，由运城市的河津市南汇入黄河（汾河口的南北变迁约达20公里）。全長约710（440英里），流域面積39,826平方（15,377平方英里）。 汾河在太原境内纵贯北南，全长一百公里，占到整个汾河的七分之一。 
汾河流域覆蓋山西中部，上游穿行山地、黄土丘陵中，中游经太原盆地，介休市以下变窄，过灵石峡进入临汾盆地，下游河谷开阔。四周为山脉环绕。由河源至太原市上兰村为上游，穿行山地，水土流失严重，是洪水、泥沙的主要来源。上兰村至洪洞县石滩村为中游，河出山谷，经太原市入晋中平原，有潇河、文峪河两大支流注入。坡降变缓，泥沙淤积严重。这段河床旧时很不稳定，往往泛滥成灾，但也是流域内最富庶地区。
汾河冲击许多谷地，一些重要城市处于汾河谷地中，如太原、临汾、灵石等。這條河本來是條大河，水量充盈，肥鱼行舟。後來由於1958年汾河水库的建造和1980年代之後激增的工業、農業需求而逐渐水量稀少。

## 水文

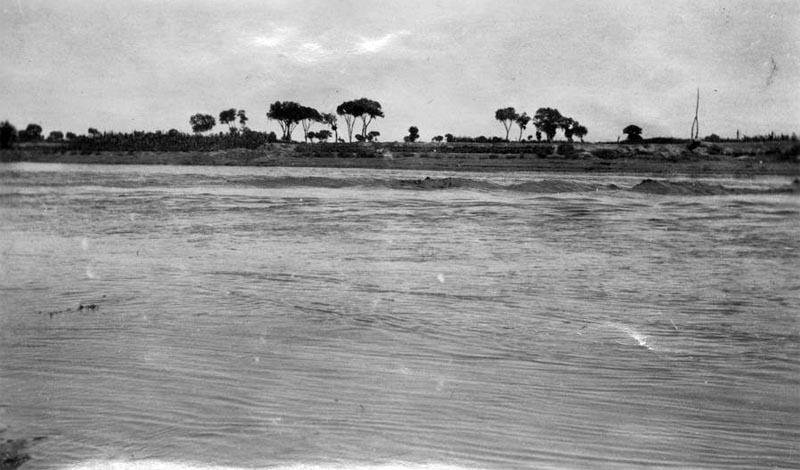
1924年流经汾阳的汾河

### 上游
汾河上游长217.6km， 流域面积 7 705 km2，占汾河流域总面积的 19.6%，年径流量为6.87% m3，占全流域径流量（25.27×108 m3）的 27.2%。是太原市、晋中市的城市、工农业供水的主要水源地。
但同时，上兰村站年输沙量 2464×104 t，占全流域（3236×104 t）的 81.8%，故而又是汾河的主要沙源。汾河上游区间的平均侵蚀强度分级，属于中度侵蚀(2500～5000t km2·a)，但其中黄土丘陵沟壑区面积达 3228 km2，占汾河上游的 41.8%， 其平均侵蚀模数达 6080 t km2·a， 已属于强度侵蚀。太原及晋中的主要地面水供水水源——汾河水库总库容为 7.2×108 m3，现已淤积泥沙 3.1×108 m3，并侵占兴利库容 0.6×108 m3。如不对水土流失加以有效治理，其下游的汾河二库也将在十年或至多二十年内淤满。

### 中游
汾河中游长266.9km，流域面积为 20 509 km2，河道宽一般150～300m。穿行于太原盆地和汾霍山峡，汇入的较大支流有：潇河、文峪河、象峪河、乌马河、昌源河等。本段属平原性河流，地势平坦、土质疏松，河谷中冲积层深厚，河流两岸抗冲能力低，在水流长期堆积作用下，两岸形成了较宽阔的河漫滩，河型蜿蜒曲折，中水河床与洪水河床分界明显，该段河道纵坡较缓，平均纵坡约1.7‰，由于汇入支流多，径流量大，坡度缓，汛期排泄不畅，是全河防洪的重点河段。

### 下游
汾河下游长210.5km，流域面积为 11 276km2 。有曲亭河、涝河、洰河、滏河、洪安涧河、浍河等支流汇入。该河段是汾河干流最为平缓的一段，平均纵坡为1.3‰。义棠到洪洞石滩为山区型河流，河势较稳定；石滩以下为平原河段，河道弯曲，水流不稳定，河床左右摆动，岸蚀愈烈。入黄口处，河道纵坡缓，流速小，常受黄河倒流之顶托，使大量泥沙淤积在下游河段中。

### 主要支流
汾河支流众多，其中流域面积大于1000km2的有7条，即岚河、潇河、昌源河、文峪河、双池河、洪安涧河和浍河。其中岚河的泥沙最多，文峪河的径流量最大。

## 延伸阅读
[在维基数据编辑]
 《欽定古今圖書集成·方輿彙編·山川典·汾水部》，出自陈梦雷《古今圖書集成》